# Johannes Phocylides Holwarda
Johannes Phocylides Holwarda (Jan Fokkesz, Jan Fokker, Johann Holwarda, Johannes Fokkes Holwarda, Jan Fokkens Holwarda, Jan Fokkes van Holwerd) (19 febrer 1618 - 22 de gener de 1651)
era un astrònom, metge i filòsof frisó. Va ser professor de filosofia a la Universitat de Franeker del 1639 fins al 1651.
Va néixer a Holwerd, és més recordat va ser pel seu descobriment de la variació de Mira d'(Omicron Ceti) en la brillantor. En un estudi sistemàtic en el 1638, va trobar que Mira va desaparèixer i reaparèixer en un cicle que varia d'uns 330 dies.
Era un partidari d'"atomisme". La seva obra Philosophia Naturalis, seu Physica Vetus-Nova, publicat pòstumament el 1651, defineix la matèria i forma: la matèria s'estén i es divideix en àtoms, mentre que la forma és la textura dels àtoms. Segons Phocylides, els cossos estan formats per àtoms i buits. Els àtoms, que es va distingir com a simples o compostos, són corpuscles sòlids que reben el moviment directament de Déu.
El cràter lunar Phocylides porta el seu nom.